# Heliconius hippocrene
Heliconius hippocrene är en fjärilsart som beskrevs av Bang-haas. Heliconius hippocrene ingår i släktet Heliconius och familjen praktfjärilar. Inga underarter finns listade i Catalogue of Life.